# Départements algériens
Les départements algériens sont les divisions administratives algériennes qui succèdent aux treize départements français d’Algérie en 1962 et aux deux anciens départements français du Sahara (créés en 1957 dans les anciens Territoires du Sud), après l'indépendance du pays. Ces quinze départements perdureront jusqu'en fin 1968 lors de la création des wilayas algériennes.

## Cadre ancien, réalité nouvelle
Tout en conservant le cadre juridique et géographique hérité de la législation française, le département évolue rapidement en Algérie sous la pression des perturbations liées à l'indépendance du pays et de la volonté de réformer les structures héritées du système français. Dans un premier temps, toutes les responsabilités sont concentrées entre les mains de l'exécutif, le préfet. Une ordonnance du 9 août 1962 lui confie les attributions du conseil général, mais le souci de maintenir un minimum de représentation populaire lui adjoint par la même ordonnance une « commission d'intervention économique et sociale », en partie nommée par lui, et uniquement consultative. Ces commissions n'ayant pas eu d'existence réelle sont dissoutes par une ordonnance du 19 octobre 1967 qui les remplace par des « Assemblées départementales économiques et sociales » (ADES) aux attributions assez proches de celles d'un conseil général, mais uniquement consultatives.

## Les départements algériens en 1963

Départements algériens en 1963 : 01. Alger • 02. Bône • 03. Batna • 04. Constantine • 05. Orléanville • 06. Médéa • 07. Mostaganem • 08. Oasis • 09. Oran • 10. Saïda • 11. Sahoura • 12. Sétif • 13. Tiaret • 14. Tizi • 15. Tlemcen

En 1963, après l'indépendance de l’Algérie, le décret 63-189 du 16 mai 1963 maintient la division de l'Algérie en quinze départements, sur la base des départements français d'Algérie tels que définis en 1959. Le décret donne la liste des communes algériennes, et leur consistance, par départements et par arrondissements.
La première réorganisation du territoire algérien après son indépendance réduit le nombre de communes de 1 485 à 631, réparties dans 83 arrondissements.
| No | Département                | Nombre d'arrondissements | Nombre de communes |
| -- | -------------------------- | ------------------------ | ------------------ |
| 1  | Département d'Alger        | 3                        | 34                 |
| 2  | Département de Bône        | 6                        | 57                 |
| 3  | Département de Batna       | 6                        | 44                 |
| 4  | Département de Constantine | 8                        | 67                 |
| 5  | Département d'Orléansville | 6                        | 41                 |
| 6  | Département de Médéa       | 7                        | 49                 |
| 7  | Département de Mostaganem  | 5                        | 56                 |
| 8  | Département des Oasis      | 5                        | 22                 |
| 9  | Département d'Oran         | 5                        | 51                 |
| 10 | Département de Saïda       | 4                        | 19                 |
| 11 | Département de la Saoura   | 3                        | 23                 |
| 12 | Département de Sétif       | 9                        | 63                 |
| 13 | Département de Tiaret      | 4                        | 32                 |
| 14 | Département de Tizi Ouzou  | 7                        | 43                 |
| 15 | Département de Tlemcen     | 5                        | 30                 |

Les ordonnances 63-421 du 28 octobre 1963, 63-466 du 2 décembre 1963  et 64-54 du 31 janvier 1964, modifient légèrement le nombre de communes et le nombre d'arrondissements des quinze départements. Les départements de Batna, de Bône et d'Orléansville sont renommés respectivement, Aurès, Annaba et El Asnam.

## Les départements algériens en 1965
Le décret 65-246 du 30 septembre 1965 procède au changement de nom de nombreuses communes, notamment toutes celles dont le nom est hérité de la colonisation française. Ce décret porte le nombre de communes en 1965 à 676, réparties dans 91 arrondissements, pour une population de 10 201 050 habitants.
| No | Département                | Nombre d'arrondissements | Nombre de communes | Superficie (ha) | Population (Hab.) |
| -- | -------------------------- | ------------------------ | ------------------ | --------------- | ----------------- |
| 1  | Département d'Alger        | 3                        | 42                 | +321 277,       | +1 413 296,       |
| 2  | Département d'Annaba       | 6                        | 60                 | +2 281 583,     | +683 719,         |
| 3  | Département des Aurès      | 6                        | 59                 | +3 621 968,     | +574 434,         |
| 4  | Département de Constantine | 8                        | 63                 | +1 990 650,     | +1 430 527,       |
| 5  | Département d'El Asnam     | 6                        | 41                 | +1 236 607,     | +674 908,         |
| 6  | Département de Médéa       | 7                        | 49                 | +4 656 748,     | +753 831,         |
| 7  | Département de Mostaganem  | 6                        | 56                 | +1 118 297,     | +667 739,         |
| 8  | Département des Oasis      | 9                        | 24                 | +123 220 000,   | +345 642,         |
| 9  | Département d'Oran         | 5                        | 56                 | +1 647 984,     | +786 662,         |
| 10 | Département de Saïda       | 4                        | 21                 | +5 421 904,     | +183 391,         |
| 11 | Département de la Saoura   | 6                        | 23                 | +78 960 090,    | +160 383,         |
| 12 | Département de Sétif       | 9                        | 69                 | +1 678 769,     | +1 105 493,       |
| 13 | Département de Tiaret      | 4                        | 33                 | +2 545 429,     | +305 246,         |
| 14 | Département de Tizi Ouzou  | 7                        | 50                 | +584 702,       | +762 459,         |
| 15 | Département de Tlemcen     | 5                        | 30                 | +812 039,       | 350 240           |

En 1966, le premier recensement de la population algérienne, après l'indépendance, établit la population vivant en Algérie à 12 036 347 habitants.
| No | Département                | Total       | Masculin  | Féminin   |
| -- | -------------------------- | ----------- | --------- | --------- |
| 1  | Département d'Alger        | +1 648 038, | +833 135, | +814 903, |
| 2  | Département d'Annaba       | +948 819,   | +478 976, | +469 843, |
| 3  | Département des Aurès      | +765 658,   | +384 364, | +381 294, |
| 4  | Département de Constantine | +1 514 591, | +757 141, | +757 450, |
| 5  | Département d'El Asnam     | +788 379,   | +395 476, | +392 903, |
| 6  | Département de Médéa       | +870 891,   | +446 111, | +424 780, |
| 7  | Département de Mostaganem  | +778 330,   | +389 767, | +388 563, |
| 8  | Département des Oasis      | +504 658,   | +262 276, | +242 382, |
| 9  | Département d'Oran         | +955 838,   | +478 284, | +477 554, |
| 10 | Département de Saïda       | +237 178,   | +119 517, | +117 661, |
| 11 | Département de la Saoura   | +211 159,   | +100 009, | +105 150, |
| 12 | Département de Sétif       | +1 235 140, | +619 307, | +615 833, |
| 13 | Département de Tiaret      | +302 362,   | +184 104, | +178 258, |
| 14 | Département de Tizi Ouzou  | +831 441,   | +401 654, | +429 787, |
| 15 | Département de Tlemcen     | +443 865,   | +217 086, | +226 779, |